# Klimeschia paghmanella
Klimeschia paghmanella är en fjärilsart som beskrevs av Reinhardt Gaedike 1974. Klimeschia paghmanella ingår i släktet Klimeschia och familjen skäckmalar. Inga underarter finns listade i Catalogue of Life.